# Pietrowka (ulica)
Pietrowka (ros. Петровка) – ulica w centrum Moskwy, wychodzi z Placu Teatralnego. Mieszczą się przy niej – boczna fasada Teatru Bolszoj (nr 1), CUM (nr 2), Pasaż Pietrowski (nr 10), Moskiewska Duma Miejska (nr 22) i (pod kolejnymi nazwami) moskiewska komenda policji kryminalnej (nr 38).